# Гаге
Гаге (нім. Hage) — громада в Німеччині, розташована в землі Нижня Саксонія. Входить до складу району Аурих. Центр об'єднання громад Гаге.
Площа — 16,62 км2. Населення становить 6383 ос. (станом на 31 грудня 2021).